# 東海丘陵湧水湿地群
東海丘陵湧水湿地群（とうかいきゅうりょうゆうすいしっちぐん）とは、愛知県豊田市にあるラムサール条約登録湿地である。

## 概要
矢並湿地、上高湿地、恩真寺湿地を総称した名称で、2012年（平成24年）7月3日、国際的に重要な湿地としてラムサール条約（ラムサール条約第11回締約国会議(COP11)）に登録された。愛知県での登録は藤前干潟（愛知県名古屋市港区、海部郡飛島村）以来、2件目の登録となる。湧水湿地は、水を浸透させにくい粘土質の層と水を浸透させやすい砂礫質の層が積み重なった場所に、地下水脈が地表に湧出して土砂崩れを起こし、地表が剥がれた場所を湧水が涵養することにより形成される。東海地方の丘陵地にはこのような湧水湿地が多く点在しており、その中でも代表的な湿地である矢並湿地、上高湿地、恩真寺湿地を「東海丘陵湧水湿地群」と総称して呼ばれている。湿地一帯には、シラタマホシクサ、ヘビノボラズ、ミカワシオガマ（シベリアシオガマの変種）、ミカワバイケイソウ（コバイケイソウの変種）、シデコブシ、トウカイコモウセンゴケなどの「東海丘陵要素植物群」をはじめとする多くの植物と、ハッチョウトンボ、ヒメタイコウチなど多数の昆虫類が確認されている。また、ミカワシオガマやシラタマホシクサなどの絶滅危惧種や、サワギキョウが群生している様子がしばしば確認されている。
矢並湿地 （北緯35度5分2.7秒 東経137度13分1.0秒 / 北緯35.084083度 東経137.216944度）
愛知県豊田市矢並町に所在する。面積は5.13ha。矢並湿地の記事を参照。
上高湿地 （北緯35度7分6.7秒 東経137度14分29.0秒 / 北緯35.118528度 東経137.241389度）
愛知県豊田市上高町に所在する。面積は5.45ha。2012年（平成23年）から「上高湿地を守る会」が保全活動を行っている湿地で、草本群落や湿地林など異なる地形に多種多様な植生が存在し、季節折々の豊かな自然を楽しめる。しかし、遊歩道の整備は行われておらず、湿地に生息する希少動植物保護の観点から一般人の立ち入りは禁止されている。
恩真寺湿地 （北緯35度7分4.5秒 東経137度14分45.3秒 / 北緯35.117917度 東経137.245917度）
愛知県豊田市山中町に所在する。面積は11.92ha。愛知県の偉人の1人、鈴木正三の史跡である恩真寺の境内奥に位置し、歴史文化を兼ね合わせた湿地である。こちらも、同様の理由で一般人の立ち入りが禁止されている。